# Coatesia paniculata
Coatesia paniculata är en vinruteväxtart som beskrevs av Ferdinand von Mueller. Coatesia paniculata ingår i släktet Coatesia och familjen vinruteväxter. Inga underarter finns listade i Catalogue of Life.